# Isaac Terrazas
Isaac Terrazas García (Città del Messico, 23 giugno 1973) è un ex calciatore messicano, di ruolo difensore.

## Carriera

### Club
Ha giocato per l'América per un totale di otto stagioni, segnando per il club 22 reti. Nel 2000 passa al CD Irapuato, prima di trasferirsi al Veracruz, dove si ritira nel 2005.

### Nazionale
Con la nazionale di calcio messicana ha giocato tra il 1997 e il 1999, partecipando al campionato del mondo 1998.